# Cesare Cremonini (filosofo)
Cesare Cremonini (Cento, 22 dicembre 1550 – Padova, 19 luglio 1631) è stato un filosofo italiano.

## Biografia
Cesare Cremonini nacque a Cento da Mattea Pilanzi e da Matteo Cremonini, un pittore originario di Cremona - di qui il cognome, che era originariamente Zamboni - e rifugiatosi a Cento, di cui si conservano affreschi negli oratori delle chiese della Pietà e di San Rocco. Un fratello di Cesare, Giovan Battista, seguirà le orme paterne con qualche successo nelle città emiliane e in Bologna, dove morì nel 1610.
Cesare prese invece la strada degli studi umanistici: studente in legge nell'Università di Ferrara, scelse poi filosofia, allievo di Federico Pendasio, divenendo dal 1579 insegnante di filosofia naturale nello Studio ferrarese fino al 1589. Cremonini tenne rapporti con la corte estense: di fronte a Leonora d'Este recitò il suo poemetto Le pompe funebri, e quando si trovò a essere oggetto di non chiarite gelosie e maldicenze da parte dei suoi colleghi dell'Università, il 20 maggio 1589 scrisse al duca Alfonso per richiedere un suo intervento.
Non risulta che Alfonso II abbia risolto i conflitti denunciati dal Cremonini, che perciò decise di trasferirsi altrove. Il 23 novembre 1590 fu chiamato a Padova per insegnare filosofia naturale in secundo loco, in sostituzione di Giacomo Zabarella, da poco defunto, mentre Francesco di Niccolò Piccolomini assumeva la prima cattedra. Il 27 gennaio 1591 Cremonini iniziò il suo corso, leggendo la prolusione Exordium habitum Patavii VI Kalendis Februarii 1591.
Contro il tentativo dei gesuiti di fondare a Padova un proprio Studio rivale dell'Università, il Cremonini si espresse il 20 dicembre 1591 con l'Oratione contro i gesuiti a favore della Università di Padova tenuta di fronte alla Signoria di Venezia, nella quale sostenne che Padova «per insegnare le scienze non ha bisogno dell'aiuto de' Padri Giesuiti», e paventò i rischi di dividere gli studenti in fazioni «come i Guelfi e Gibellini». L'autorizzazione all'apertura dello Studio non fu rilasciata e i gesuiti furono poi espulsi dalla Repubblica nel 1606, a causa dell'interdetto scagliato dal Papa Paolo V, cui seguì la cosiddetta Guerra dell'Interdetto.
Cremonini ebbe una famosa controversia con il suo collega Giorgio Raguseo sulla natura degli elementi, sul valore della storia delle interpretazioni di Aristotele e sulle questioni didattiche.
Difensore della medicina averroista e sostenitore della mortalità dell'anima, legata indissolubilmente al corpo umano, fu sospettato di eresia e nel 1598 venne denunciato all'inquisizione di Padova. Con l'amico e rivale Galileo Galilei, Cremonini, ad opera del collega Camillo Belloni, condivise nel 1604, con accuse diverse, una denuncia al tribunale dell'Inquisizione padovana che non ebbe alcuna conseguenza per entrambi. Galileo fu accusato di praticare l'astrologia giudiziaria e Cremonini di sostenere la mortalità dell'anima e che Aristotele avesse separata la filosofia dalla teologia. Cremonini dovette affrontare altri due processi uno nel 1608 e l'altro nel 1611 dai quali uscì indenne grazie alla protezione della Repubblica di San Marco.
Anche se molte fonti riportano che morì di peste durante l'epidemia che colpì l'Italia nel 1629-1631, risulta che morì a causa di catarro accompagnato da febbre.
Secondo alcuni studiosi Galileo si ispirò a Cremonini nella scelta di Simplicio come rappresentante dell'aristotelico avversario del copernicanesimo.

## Pensiero
Cremonini pubblicò pochi testi della sua dottrina mentre sono a noi giunte numerose trascrizioni delle sue lezioni che egli preferiva tenere oralmente al posto della forma scritta. Le trascrizioni delle lezioni tenute nello Studio di Padova e privatamente tuttavia presentano gravi problemi interpretativi che hanno impedito alla storiografia di poter avanzare una sintesi sicura del suo pensiero. Unica eccezione a questa difficoltà interpretativa il testo Lecturae exordium, letto da Cremonini in occasione della sua prima lezione in Padova. Nella prima parte dell'opera egli si rammarica che il continuo rinascere della natura, come la successione delle stagioni, dalle sue forme ormai trascorse, non susciti la meraviglia dell'uomo e lo sgomento per il continuo morire del mondo.
La strada per conoscere se stessi e raggiungere la serenità è data dalla filosofia su cui si basa la morale e la scienza. L'uomo ha avuto in dono da Dio un intelletto onnipotente che dalla conoscenza di se stesso e della natura giungerà a congiungersi con la beatitudine divina.

### Dibattito relativo alle osservazioni di Galileo
Secondo una diffusa ma falsa narrazione Cremonini fu uno di quei professori aristotelici che non solo rifiutarono pervicacemente le scoperte galileiane in nome della filosofia peripatetica ma si rifiutarono, invitati dallo scienziato pisano, di osservare direttamente nel telescopio l'esistenza delle montagne della Luna, delle fasi di Venere, dei satelliti di Giove. Questo avvenimento, tramandato come simbolo della miopia di coloro che si ritengono custodi del vero sapere, è invece ritenuto falso.
Nella lettera del 19 agosto 1610 Galilei racconta a Keplero il comportamento dei docenti dello Studio di Padova ma non fa nomi:
Ad un esame superficiale una lettera a Galilei del 6 maggio 1611 del suo amico Paolo Gualdo sembrerebbe confermare che tra coloro che rifiutarono l'osservazione con il telescopio vi fosse anche il Cremonini:
Nella successiva lettera di Gualdo a Galilei si riferisce di un colloquio con Cremonini che al rimprovero di essersi rifiutato dell'esperienza con il telescopio risponde che lo fece perché:
Marco Forlivesi ha osservato come Cremonini affermi in questo testo che gli causò disagio mirare nel telescopio e che dunque non si rifiutò di guardare ma non accettò di vedere cioè di accogliere l'interpretazione galileiana di quelle osservazioni. 
Più in generale, Forlivesi sostiene che la posizione di Cremonini fu sempre coerente nel ritenere che l'interpretazione dei dati osservativi non potesse andare disgiunta dall'esistenza di una dottrina filosofico-naturale complessiva. Forlivesi rileva altresì che lo stesso Galileo, a volte, propose ipotesi circa la natura dei cieli non meno problematiche di quelle proposte dagli "aristotelici". 
D'altra parte, come confermato dallo storico della scienza Enrico Bellone nella sua monografia su Galilei per i "Quaderni de 'Le Scienze'", il cannocchiale era uno strumento di fattura "artigianale" e non scientifica, in quanto non esisteva ancora una teoria dell'ottica - si dovrà attendere Newton - e le immagini erano alquanto deformate.

## Opere

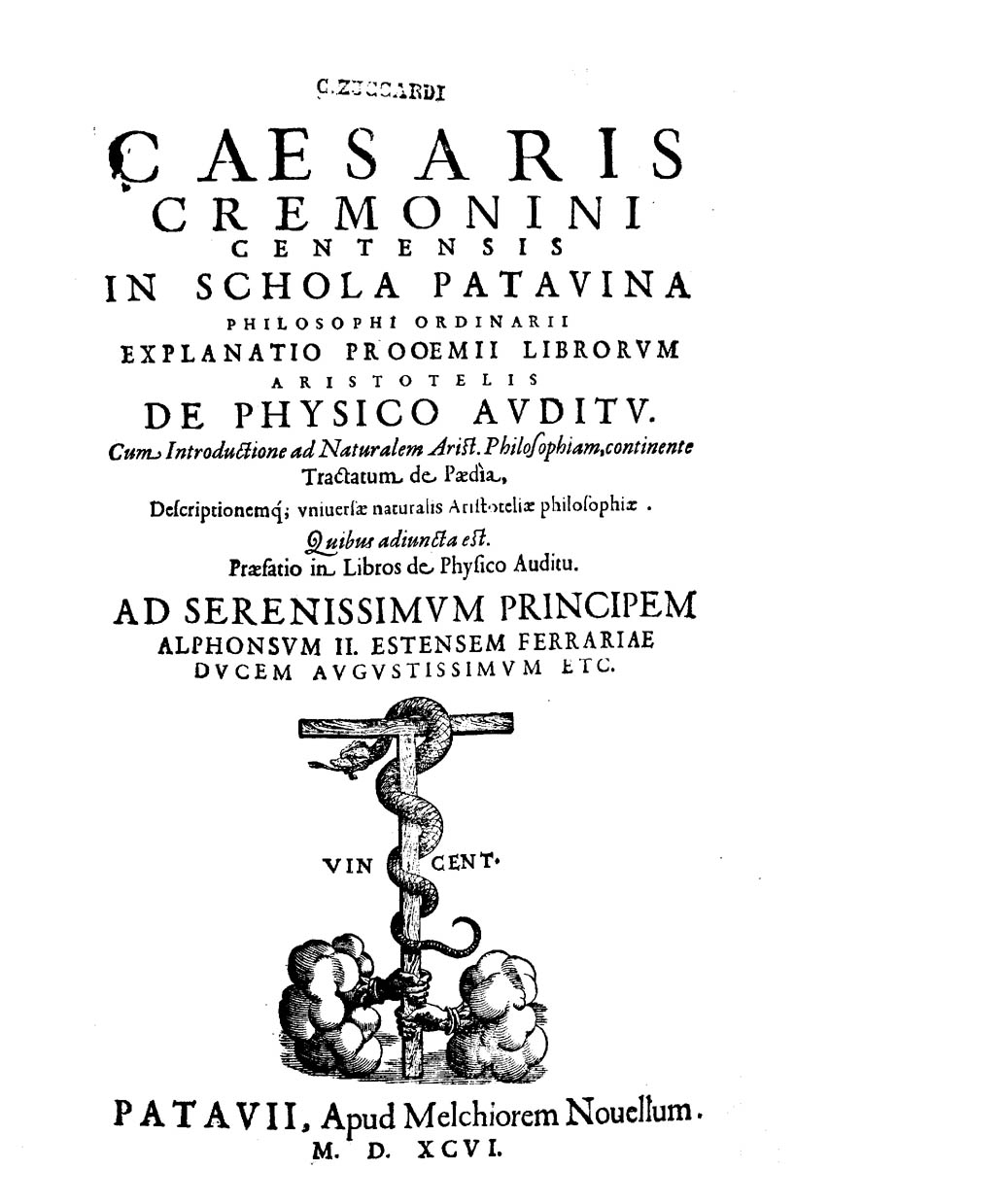
Explanatio prooemii librorum Aristotelis De physico auditu, 1596

- Le pompe funebri ovvero Aminta e Clori, Ferrara 1590.
- Lecturae exordium habitum Patavii VI Kalendis Februarii 1591, Ferrara, Benedetto Mammarelli, 1591.
- (LA) Explanatio prooemii librorum Aristotelis De physico auditu, Pavia, Melchiorre Novello, 1596.
- Oratio habita Ferrariae ad Clementem VIII pro S. P. Q. Centensi, Ferrariae, 1598.
- Disputatio De formis quatuor corporum simplicium quæ vocantur elementa, Venetiis, 1605.
- Oratio habita in creatione serenissimi Venetiarum principis Leonardi Donati, Venetiis, 1606.
- (LA) Apologia dictorum Aristotelis De via lactea. De facie in orbe lunae, Disputatio de coelo, Venezia, Tommaso Baglioni, 1613.
- Oratione al serenissimo prencipe Giovanni Bembo nella sua essaltatione al Prencipato, 1616.
- Apologia dictorum Aristotelis, de quinta cœli substantia adversus Xenarcum, Venetiis, Meiettum, 1616.
- Il nascimento di Venezia, Venezia, 1617.
- Oratione al serenissimo prencipe Antonio Priuli nella sua essaltatione al prencipato, 1618.
- Il ritorno di Damone, Venezia, 1622.
- Oratione in nome della Università di Padova, 1624.
- Chiorindo e Valliero, Venezia, 1624.
- Apologia dictorum Aristotelis De calido innato adversus Galenum, Venetiis, Deuchiniana, 1626.
- Apologia dictorum Aristotelis De origine et principatu membrorum adversus Galenum, Venetiis, Hieronymum Piutum, 1627.
- Expositio in digressionem Averrhois de semine contra Galenum pro Aristotele, 1634.
- Tractatus tres. Primus est de sensibus externis. Secundus de sensibus internis. Tertius de facultate appetitiva, Venetiis, 1644.
- Dialectica, Venetiis, 1663.
- Le nubi, Venezia, Biblioteca Marciana, XIV, 47.